# Gintautas Umaras
Gintautas Umaras (Kaunas, 20 de maig de 1963) va ser un ciclista lituà que fou professional entre 1989 i 1991. Combinà el ciclisme en pista amb la carretera. Els seus majors èxits els aconseguí com amateur representant la Unió Soviètica.
Va prendre part en els Jocs Olímpics de Seül de 1988, en què guanyà la medalla d'or en les proves de Persecució individual i Persecució per equips.
El seu germà Mindaugas també competí en ciclisme.

## Palmarès en pista
- 1984
  - Medalla d'or als Jocs de l'Amistat en Persecució
- 1984
  - Medalla d'or als Goodwill Games en Persecució
- 1987
  -  Campió del món en Persecució amateur
- 1988
  -  Medalla d'or als Jocs Olímpics de Seül en la prova de Persecució
  -  Medalla d'or als Jocs Olímpics de Seül en la prova de Persecució per equips (amb Viatxeslav Iekímov, Dmitri Neliubin, Artūras Kasputis i Mindaugas Umaras)

## Palmarès en ruta
- 1986
  - 1r a la Volta a Egipte
  - Vencedor d'una etapa de l'Olympia's Tour
- 1988
  - 1r a la Volta a Grècia